# Valdepiélago
Valdepiélago es un municipio y villa española de la provincia de León, en la comunidad autónoma de Castilla y León.

## Demografía
Cuenta con una población de 308 habitantes (INE 2024).
| Gráfica de evolución demográfica de Valdepiélago entre 1842 y 2021 |
| |
| Población de derecho según los censos de población del INE Población de hecho según los censos de población del INE Entre el censo de 1857 y el anterior disminuye el término del municipio porque independiza a Valdeteja y La Vecilla |

## Patrimonio

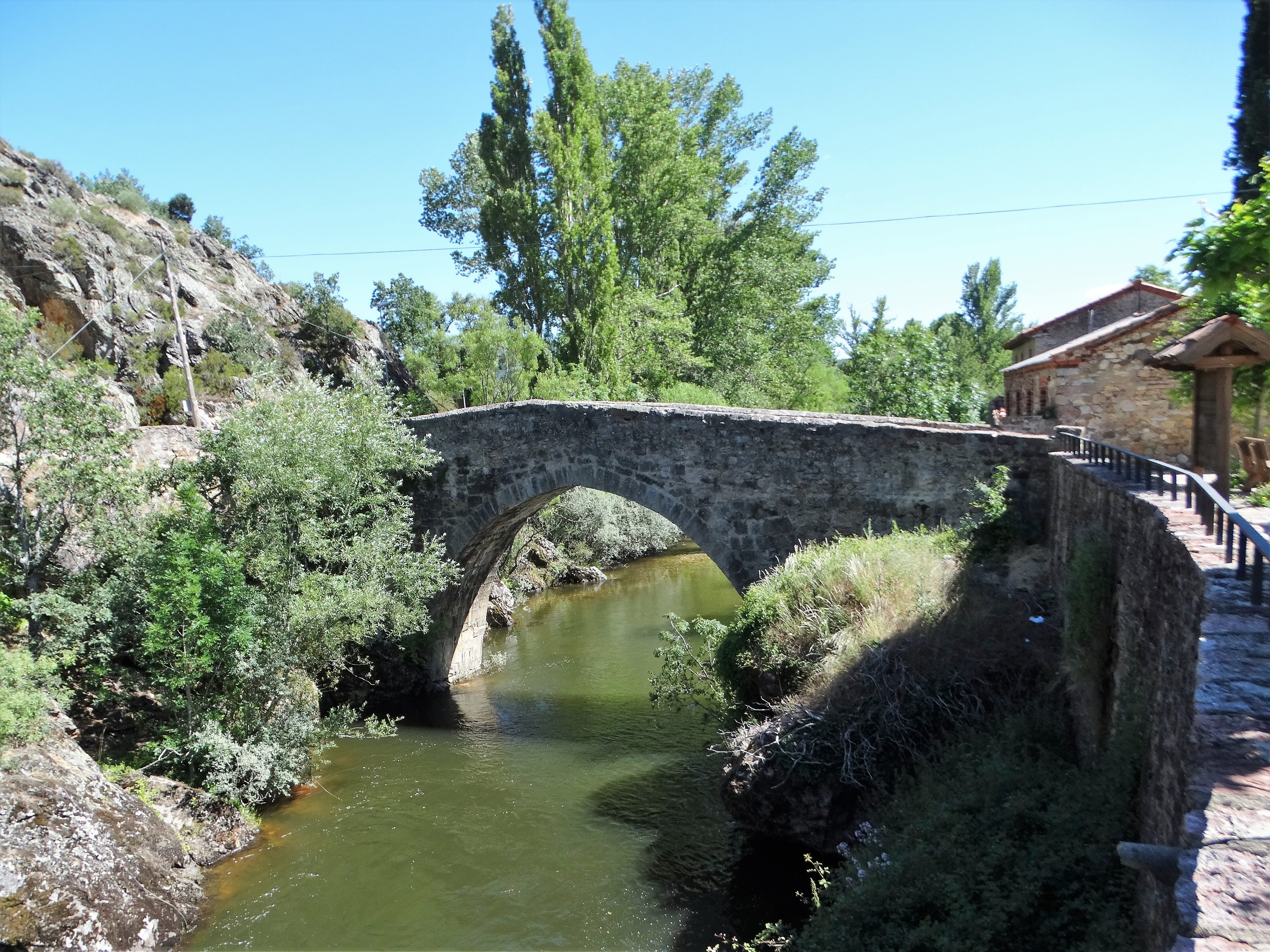
Puente de Valdepiélago

Puente de origen medieval sobre el río Curueño.